# Кассиодор Старший
Кассиодор Старший (Кассиодор Патрикий; лат. Cassiodorus; умер не ранее 511) — комит священных щедрот при правителе Италии Одоакре, префект претория Италии при короле остготов Теодорихе Великом; отец Кассиодора — одного из выдающихся государственных деятелей Остготского королевства.

## Биография
Основной исторический источник о Кассиодоре Старшем — «Варии»: собранные его сыном письма времён остготских королей Теодориха Великого и Аталариха.
Кассиодор Старший родился в Бруттии и получил традиционное в своей семье имя. Его предки были выходцами из восточных областей Римской империи: вероятно, из Сирии. Известно, что до Кассиодора Старшего, по крайней мере, два поколения Кассиодоров жило на Апеннинском полуострове: дед в 440-х или 450-х годах годах организовывал защиту провинций Лукания и Бруттий и Сицилия от нападений вандалов Гейзериха, а отец был другом Флавия Аэция и вместе с сыном того Карпилионом участвовал в одном из римских посольств к царю гуннов Аттиле. Вероятно, семья Кассиодора Старшего была связана родственными узами с представителями двух знатных древнеримских родов: Аврелиев и Анициев.
Первые свидетельства о Кассиодоре Старшем относятся к правлению Одоакра, властвовавшего над Италией в 476—493 годах. Тогда Кассиодор Старший был комитом частного имущества и комитом священных щедрот. Таким образом, он управлял всеми финансами государства Одоакра. Предшественником Кассиодора Старшего на посту комита частного имущества был упоминавшийся в 483 году Викторий, а преемником — известный из документа 492 года Флавий Турций Руфий Апрониан Астерий. По одному мнению, в должности комита священных щедрот предшественником Кассиодора Старшего был Опилий; по другому предположению, тот был его преемником. О существовании более поздних комитов священных щедрот в правление Одоакра сведений не сохранилось. Следующей обладавшей этой должностью персоной был упоминавшийся в 494 или 495 году Масталло.
Приблизительно между 484 и 490 годами у Кассиодора Старшего и его неизвестной по имени жены (возможно, из семьи кого-нибудь из Аврелиев) родился сын, названный также как и другие его предки по отцовской линии Кассиодором. Местом его рождения был Скилаций (современный Скуилачче) в Бруттии.
Не позднее 489 года Кассиодор Старший получил от Одоакра должность консуляра, с поручением управлять Сицилией. Скорее всего в 490 году, во время остготского завоевания Апеннинского полуострова, Кассиодор Старший покинул Одоакра и перешёл на службу к Теодориху Великому. Он — первый известный римский аристократ, объявивший себя подданным короля остготов. Таким образом Кассиодор Старший сохранил свою должность консуляра и уже по поручению Теодориха Великого между 490 и 493 годами управлял признавшими власть остготов жителями Сицилии. Несмотря на всё ещё ведшуюся осаду столицы Одоакра Равенны, Кассиодор Старший успешно руководил гражданской администрацией и судебными органами этой части Южной Италии.
В награду за преданность Кассиодор Старший приблизительно между 491 и 506 годами получил от Теодориха Великого должность корректора провинции Лукания и Бруттий. Здесь он приложил много усилий, чтобы утвердить власть остготов над этой частью Апеннинского полуострова. Приблизительно между 503 и 507 годами Кассиодор Старший занимал один из высших государственных постов — префекта претория. По одним данным, в этой должности он был преемником Цецины Мавортия Василия Деция и предшественником Руфа Магна Фауста Авиена; по другим данным, его предшественниками в должности префекта претория были Фауст Альбин Юниор или Олибрий, а преемником — Флавий Аниций Проб Фауст Юниор Нигер. К тому времени относится и начало карьеры сына Кассиодора Старшего, получившего сан консилиария (лат. consiliarius). Одним из первых составленных молодым Кассиодором документов был специальный указ по случаю вступления его отца в должность префекта претория. В этом написанном от имени Теодориха Великого документе прославлялся как сам Кассиодор Старший, так и его предки.
Предполагается, что в 507 году или незадолго до того Кассиодор Старший покинул должность префекта претория. В награду за верную службу тогда же он получил от Теодориха Великого титул патриция. Тем самым Кассиодор Старший первым из своей семьи вошёл в высшие круги римской знати. Не позднее 511 года он стал одним из влиятельнейших персон при королевском дворе в Равенне. Тогда же Кассиодор Старший был упомянут как богатый землевладелец, в своём поместье в Бруттии разводивший лошадей для остготского войска.
Сведения о Кассиодоре Старшем после 511 года отсутствуют: возможно, он умер вскоре после этой даты.
Предположение о том, что Кассиодор Старший тождественен адресату письма папы римского Геласия I от 495 или 496 года по поводу священника Целестина, ошибочно.